# 2013年チェリャビンスク州の隕石落下
座標: 北緯55度09分17秒 東経61度22分33秒 / 北緯55.15472度 東経61.37583度
2013年チェリャビンスク州の隕石落下（2013ねんチェリャビンスクしゅうのいんせきらっか）は、ロシア連邦ウラル連邦管区のチェリャビンスク州付近で、2013年2月15日エカテリンブルク時間 (YEKT) 9時42分42秒に発生した隕石の落下、及びその隕石の通過と分裂により発生した衝撃波が原因となって引き起こされた自然災害である。史上初めて大規模な人的被害をもたらした隕石による災害である。

## 概要

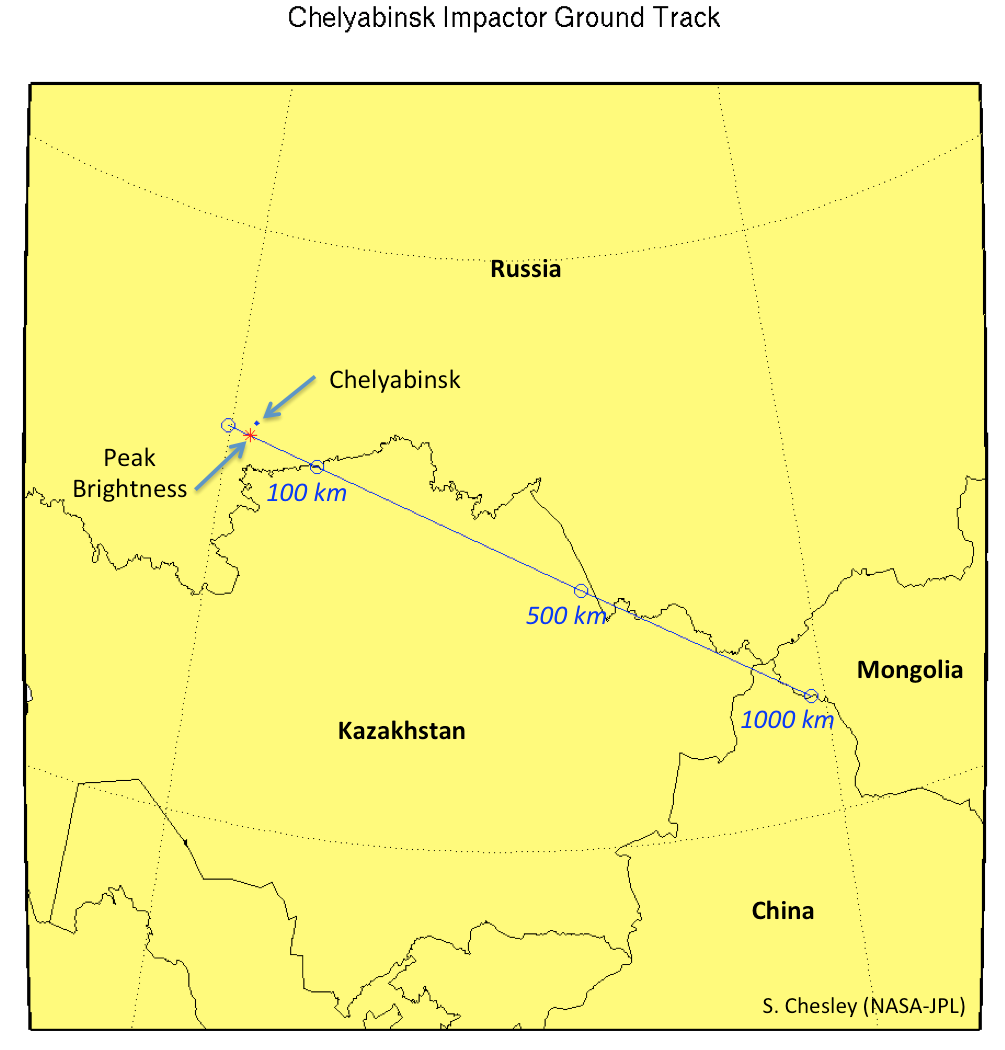
隕石の移動方向。青い点は被害が大きかったチェリャビンスク。大気圏と宇宙との境界として通常見なされる上空100kmに至ったのはロシアとカザフスタンの国境付近である。

2013年2月15日、直径17mの小惑星が地球の大気圏に突入した。現地時間9時15分（協定世界時3時15分・日本時間12時15分）、強い閃光を放ち、煙の尾を曳きながら落下する火球がチェリャビンスク州などウラル山脈中南部一帯で観測された。隕石の落下の痕跡で見られる煙のようなものは、隕石の表面が大気との断熱圧縮で高温となり蒸発し、それらが冷却凝固した細かい粒子が見えている隕石雲と考えられている。隕石雲は、低空では大気中の水蒸気が微粒子に結露して水滴化し、まるで雲のように見える。火球はその後9時42分42秒に、上空15kmから50kmで爆発し、複数の破片に分裂して落下した。
隕石は主にチェリャビンスク州から、スヴェルドロフスク州、オレンブルク州の上空で目撃されている。また、ウラル中南部と国境を接するカザフスタン北部でも目撃されている。目撃例から、隕石はカザフスタン側からロシアへと侵入していったと見られている。カザフスタン側のロシアとの国境付近で約70km、隕石が分裂する直前の高度で約30kmであったと見られている。
隕石衝突が発生して程なく、数多くの動画がインターネットにアップロードされ、その一部は当時路上を走っていた車両のドライブレコーダーが捉えたものであった。撮影された動画では、火球が光を曳きながら空を横切り、その後に大きな爆音が残されている。物体は一時的に太陽より明るくなり、朝の地上に影を作り出すほどに輝いていた。

### ツングースカ大爆発との類似性
1908年6月30日のツングースカ大爆発についても、同様に隕石の空中爆発が原因とする見方が有力である。

## 調査

### 隕石と地球への侵入

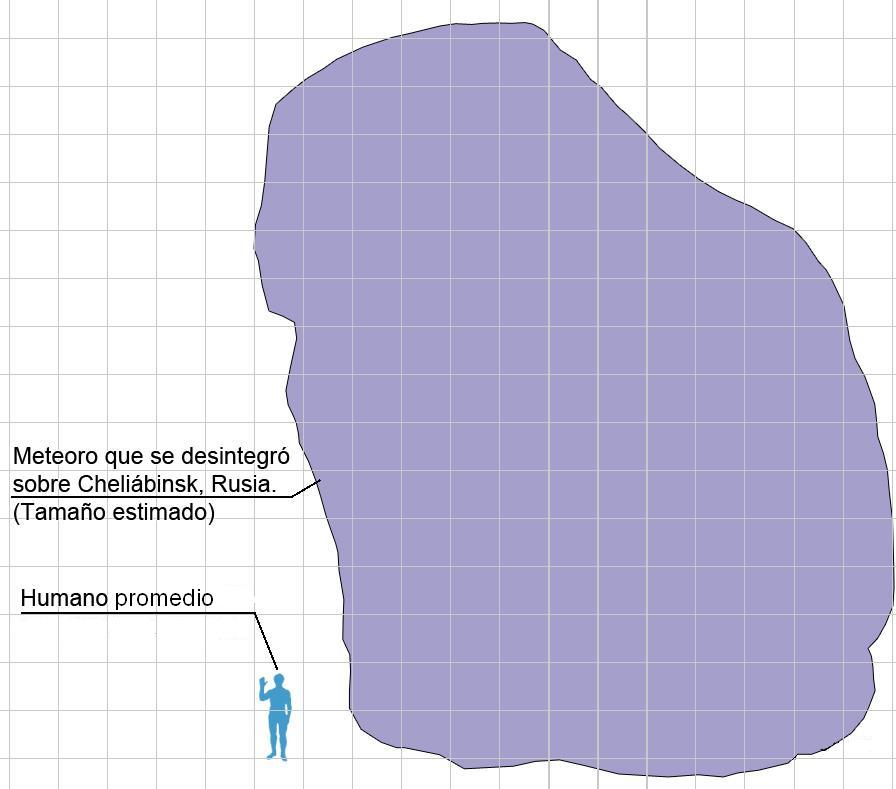
今回の隕石の元となった小惑星の想像図と人の大きさ比較。(スペイン語)

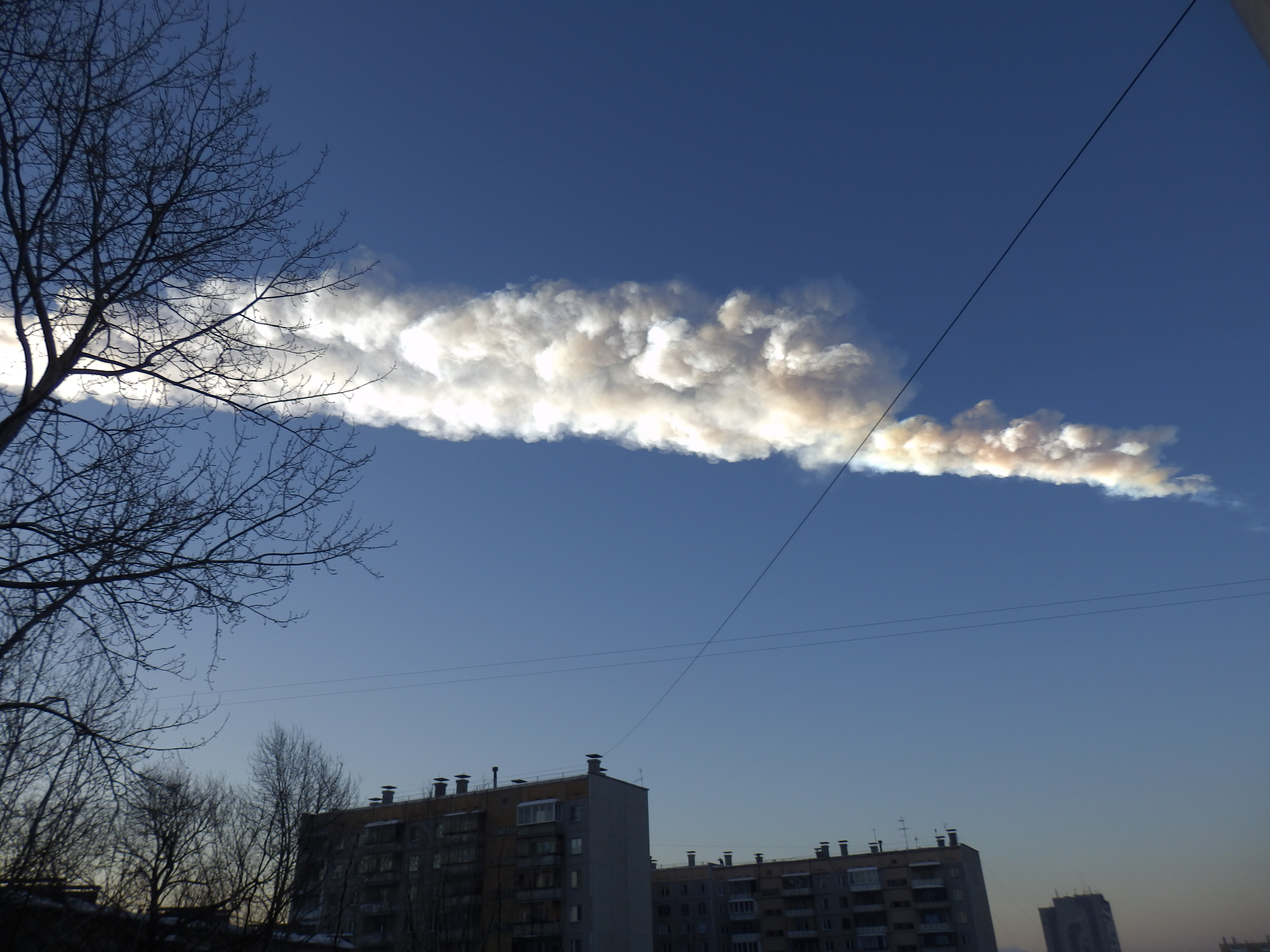
落下した隕石の軌跡。隕石の表面が蒸発や飛散することによって発生した隕石雲と考えられている。

分解直前の隕石の推定される大きさは発表した機関によって異なるが、直径は数mから15mと見られている。ロシア科学アカデミーの解析によれば、隕石の質量は10トン、落下速度は秒速15km以上で、隕石が分解したのは高度30kmから50kmではないかと見られている。RIAノーボスチは、公式発表として空中爆発が高度10kmで発生したことを探知したと報道した。また、アメリカ航空宇宙局 (NASA) の解析では爆発した高度は15kmから25kmとしている。落下方向は東から南への方角と見られている。また、大気圏に突入しても燃え尽きず地上まで落下したことから、組成は鉄隕石に近い、鉄などの硬い物質で構成されていると考えられている。NASAの推定によれば、大気圏突入前の小惑星の大きさは直径17m、質量1万トン、大気圏突入前の地球に対する相対速度は秒速18km、衝突角度は20度未満としている。仮に地球に対してより垂直に近い角度で落下した場合、大気から受ける熱と圧力が大きく、高度80km前後で燃え尽きてしまい、今回のように地表まで達しなかったと考えられている。包括的核実験禁止条約機関準備委員会 (CTBTO) は、小惑星の直径は17mとNASAと同じ推定であるが、質量は70万トン、分裂した時点での落下速度は秒速18kmと推定している。
2013年11月には、オリガ・ポポーヴァら世界中の59名の研究者の共著でサイエンス誌に落下を詳細に分析した論文が掲載された。 それによると、突入した隕石の元の質量は1.3万 トン（不確かさは2倍程度）で直径は15～25 mあったとされる。 高度97 kmにあったときの火球の速度はおよそ秒速19 kmで、地表面と約18°の角度をなしていた。 撮影された映像などを詳細に分析したところでは、隕石が高度90 kmに達したとき大気中に最初の衝撃波が生成され、83 kmで隕石が分解し始めチリが形成された。 この過程は高度54 kmで加速し、高さおよそ30 kmまで降下したとき火球は最も輝いた。 このときの火球は、火球から100 km以内で太陽よりも明るくなり、火球からの紫外線により屋外にいた人のいくらかは日焼けを負った。 最後の爆発は高度27 kmで起きた。 経路全体では元の運動エネルギーのうちの4～10%が放射に変わったとみられる。 経路に沿って熱を帯びたチリの雲が形成され、火球の通過後、チリの雲が徐々に平行な2つの雲に分裂した。 これは、熱の浮力によって2つの円柱状の渦が形成されたことによる。
また隕石となった小惑星の太陽周回軌道は、近日点を地球と金星軌道の間、遠日点を火星軌道の外側と推定されている。この小惑星はもともと小惑星帯を起源としており、木星の重力による摂動で軌道が変化したか、小惑星帯にある小惑星同士の衝突で飛び出した破片が地球横断小惑星となって衝突直前までの太陽周回軌道に変化したと考えられている。後の分析の結果、小惑星自体は太陽系の年齢と一致する約46億年前に生成されたものであるが、もっと新しい年代に融解し形成された鉱脈が存在し、3000万年前から5000万年前に小惑星が何らかの衝突を起こした痕跡であると考えられている。また、隕石は比較的大きな小惑星の中心部で生成されたことを示す5型である。したがって、隕石の元となった小惑星は、母天体から飛び出した破片である可能性がある。
| 軌道要素        | 値            | 値     | 値     | 値     |
| 軌道要素        | 平均          | 最小値 | 中間値 | 最大値 |
| --------------- | ------------- | ------ | ------ | ------ |
| 軌道長半径 (AU) | 1.73 ± 0.23   | 1.40   | 1.69   | 2.21   |
| 近日点距離 (AU) | 0.82 ± 0.03   | 0.77   | 0.82   | 0.88   |
| 遠日点距離 (AU) | 2.64 ± 0.49   | 1.93   | 2.55   | 3.64   |
| 離心率          | 0.51 ± 0.08   | 0.37   | 0.51   | 0.65   |
| 軌道傾斜角 (度) | 3.45 ± 2.02   | 0.03   | 3.30   | 6.98   |
| 近日点引数 (度) | 120.62 ± 2.77 | 116.06 | 120.75 | 125.25 |
| 昇交点黄経 (度) | 326.70 ± 0.79 | 326.50 | 326.51 | 331.87 |

今回の隕石の落下では、事前に小惑星としての観測はなされていなかった。このサイズの小惑星は元々観測が難しい上に、地球に接近した側は当時日中であったため、事前の観測による落下の把握は極めて困難であった。今回の隕石落下の事象以前で、落下前に小惑星が観測されたのは、2008年10月6日6時39分に発見され、10月7日2時46分スーダンに落下した直径2mから5mの2008 TC3の1例のみで、今回の事象以後で観測されたのは、2014年1月1日6時18分に発見され、1月2日3時0分に落下した小惑星2014 AAなどごく少数である。
宇宙からは、欧州気象衛星開発機構が運営している気象衛星の1つであるメテオサット10が偶然、大気圏に突入した後の隕石雲の画像を捉えていた。

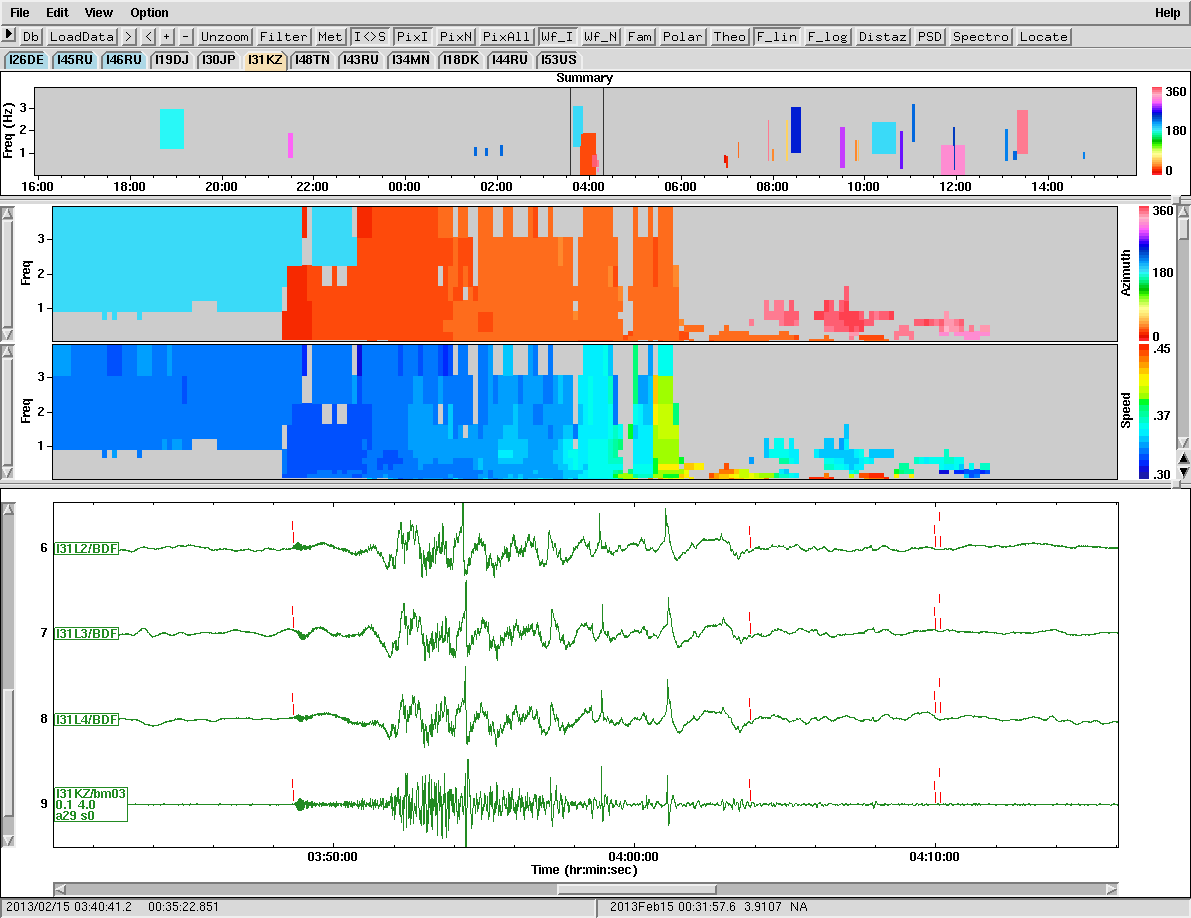
CTBTOが捉えた隕石の落下に伴う超低周音波。

CTBTOは2月28日に、同機関が核実験の監視のために設置しているセンサーが、隕石の落下によって発生した音波を捉えたことを発表した。捉えたのは人間の聴覚で探知できる領域よりはるかに低周波の音波である超低周音波で、落下地点からほぼ反対側に相当する南極でもこの音波を捉えた。音波は約32秒間継続した。CTBTOのセンサーは年間約20個の隕石の落下で発生する音波を捉えているが、今回の隕石の落下による音波は観測史上最大規模である。
なお、当初ロシア政府は上空で飛行機が爆発した可能性も検討していたが、付近で事故の情報が無いことがまもなく分かり可能性が排除された。また原因が隕石と分かった後も、隕石の地上落下があったかそれとも途中で燃え尽きたかについて一時混乱があった。

### 落下地点

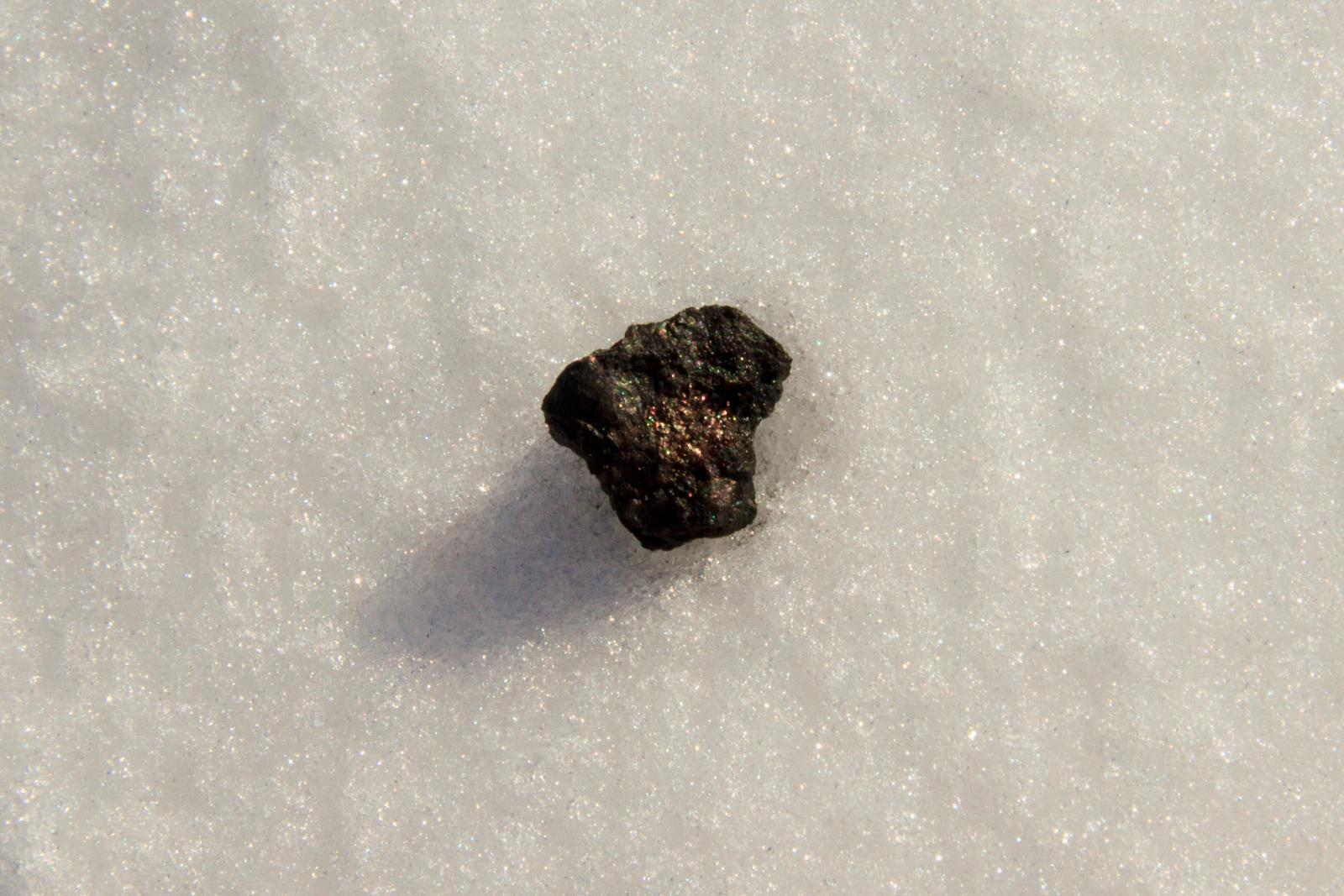
チェバルクリ湖の氷の上で発見されたチェリャビンスク隕石の破片。

ロシア連邦宇宙局は、実際の破片が発見される前に、落下した物体を隕石と断定した。ロシア非常事態省は、落下地点周辺の半径数百kmの範囲を捜索し、隕石の破片がないかどうかを調べた。その結果、隕石は分裂後大部分が高温で燃え尽きたものの、ロシア軍によって約6mのクレーターがチェバルクリ近郊で発見されている。また、カザフスタンのアクトベ州に2つの未確認物体の落下が観測されたことから、カザフスタンにも隕石の一部が落下したものと見られ、政府が捜索している。隕石の直径を10mと推定した日本スペースガード協会の高橋典嗣は、もし空中で隕石が砕けずに地表に落下すれば、直径100mのクレーターが生じ、周辺は壊滅的な被害になったと推定している。
ポポーヴァらによると、地上まで落ちてきた多数の隕石の破片のうち0.1 g程度の微小なものは火球が最も明るかった地点直下のアレクサンドロヴカ周辺に降り、重くなるほど軌道の延長に沿って遠くまで飛んだ。 破片の大多数はグラム単位の小さなもので、最大のものを加えて地表に達した隕石の総量は4～6トンと見積もられている。 これは突入時の質量のわずか0.03～0.05％にあたる。 質量の76％は蒸発し、残りはチリ状になったと見積もられている。 収集された目撃情報では、およそ1時間後からまる1日、焼け焦げる匂いや硫黄の匂いを感じた人もおり、隕石起源のチリのためと考えられる。 隕石が多くの小さな破片に分裂したことは、突入時の天体が物質的および構造的に弱いものであったことを示唆している。
チェバルクリ（チェリャビンスクから西に約70km）から約1km離れた位置にあるチェバルクリ湖の表面を覆った氷に、隕石の落下によるものと見られる直径約8mと約6mの穴も発見されていた。ロシア内務省はチェバルクリ湖に潜水チームを派遣し湖底の調査を行ったが、水が濁っているために何も見つからなかった。ただし、湖の周辺で約0.5cmから1cmほどの小さな黒い物体を複数採集したため、これが隕石の破片であるかどうかを分析した。また、これらの穴は隕石ではない別の原因で生じた穴である可能性もある。そして2月17日になってロシア科学アカデミーは、チェバルクリ湖で破片53個を発見し、破片を分析した結果、金属鉄の含有量が10%と地球上の物質とは異なることから、この破片は隕石であると結論付けた。分類は隕石で最も一般的である普通コンドライトである。隕石の名称は当初、発見場所からチェバルクリ隕石 (Chebarkul meteorite) と命名申請し、国際隕石学会に提出される予定であったが、後の捜索でチェリャビンスク州のより広範囲で隕石の破片が見つかったことから、ロシア科学アカデミーの地球化学・分析化学研究所は3月14日、隕石の名称を同州の名をとってチェリャビンスク隕石 (Chelyabinsk meteorite) と正式に命名し、登録申請する事を発表した。そして3月18日に、隕石はチェリャビンスク隕石で正式に登録された。

### 隕石本体の発見
チェバルクリ湖ではその後も調査が続いていたが、同年9月10日、水面から9メートル下の湖底で隕石の本体と推定される60〜90センチほどの塊が発見されたことが報じられ、落下の様子は湖畔の監視カメラで捉えられていたことが判明した。翌月には引き揚げが行われたが、湖底の泥にめり込んだ状態(水面から13メートル)で、長さは150センチ(5フィート)にも達し、引き揚げ途中で3つに割れてしまったものの、重量は約600キロとている  。
隕石は、今回よりやや小ぶりなもの(落下前の直径3m〜7m)はほぼ毎日落下しているが、そのほとんどは大気圏で燃え尽きるか、人がいない地域や海上に落下している。これより大きいと見られる隕石が人口密集地帯の近くに落下するのは珍しい。NASAでは、この現象は100年に1度という極めて珍しい現象だと説明している。

### 隕石のエネルギー
この隕石の爆発的な分裂により発生したエネルギーは、NASAによりTNT換算では約500キロトンと見積もられている。これは約2100兆J (2.1PJ) 、広島型原爆の30倍以上にあたる。ただし爆発は上空数十kmと高かったため、高度約600mで爆発した広島型原爆に比べると、分裂した高度が20kmと仮定した場合、地表での受けるエネルギーは真下でも約37分の1と小さくなり、被害ははるかに小さくて済んだと考えられる。この時、隕石の表面は6000℃まで加熱されていたと考えられている。CTBTOは先述の観測された超低周音波から、隕石の分裂のエネルギーを450から500キロトンと推定しており、これはNASAによる推定とほぼ一致する。ポポーヴァらの論文では、隕石が持っていた運動エネルギーは、ヒトの可聴域よりも低い周波数の音（20Hz以下の音）の分析による見積りでTNT換算570±150キロトン、衛星からの可視光・赤外光の分析による見積りで590±50キロトンである。
しばしば隕石の分裂を「爆発」と表現する場合があるが、これは正確な表現ではなく、実際には隕石が分裂した際に表面積が大きくなるために発光が増光した現象を指している。この分裂は、地球の大気を通過する際の圧力に隕石が耐え切れなくなった時に起こる現象である。「爆発的なエネルギーの放出」が正確な表現である。
隕石が仮に分裂せずに秒速15kmで地表まで落下した場合に変換される運動エネルギーは約1.1兆J (1.1TJ) であり、これによって地表には直径100mのクレーターが形成され、周辺も衝撃波で吹き飛ばされる。なお、大気圏突入前の隕石の地球に対する運動エネルギーは約1600兆J (1.6PJ) である。

## 被害

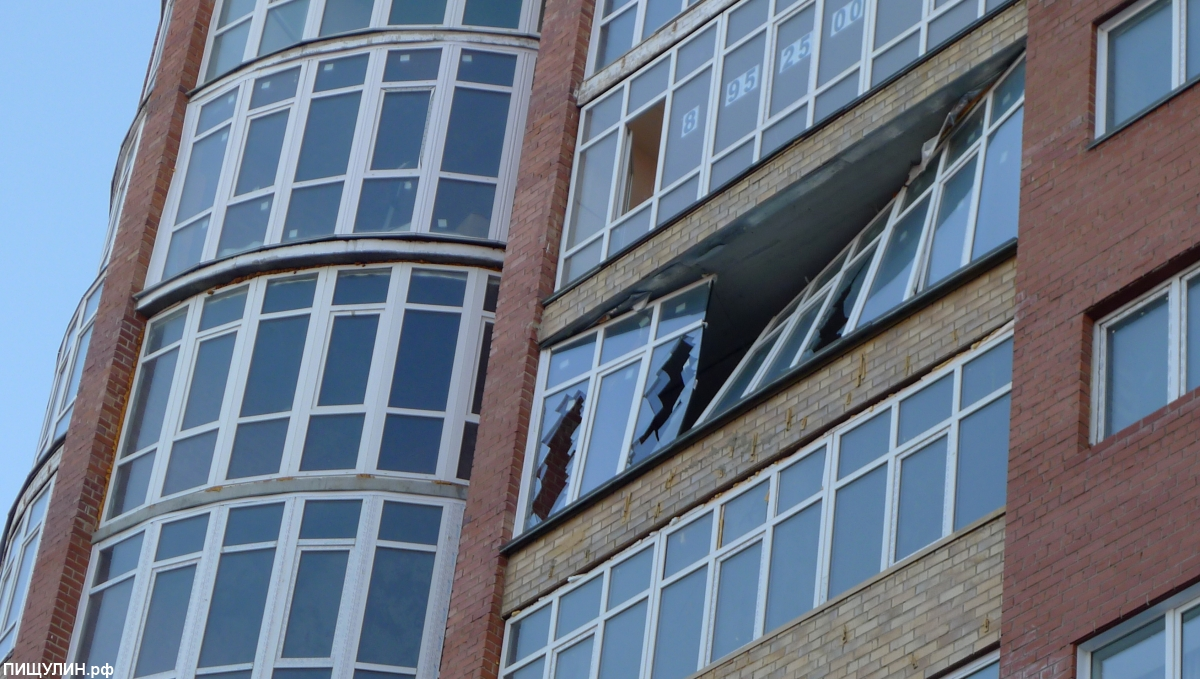
多数の建物で窓ガラスが破壊されるなどの被害が発生した。この窓は外側から来た衝撃波によって、ガラスが破損し窓枠が建物の内側に向かって変形している事がわかる。

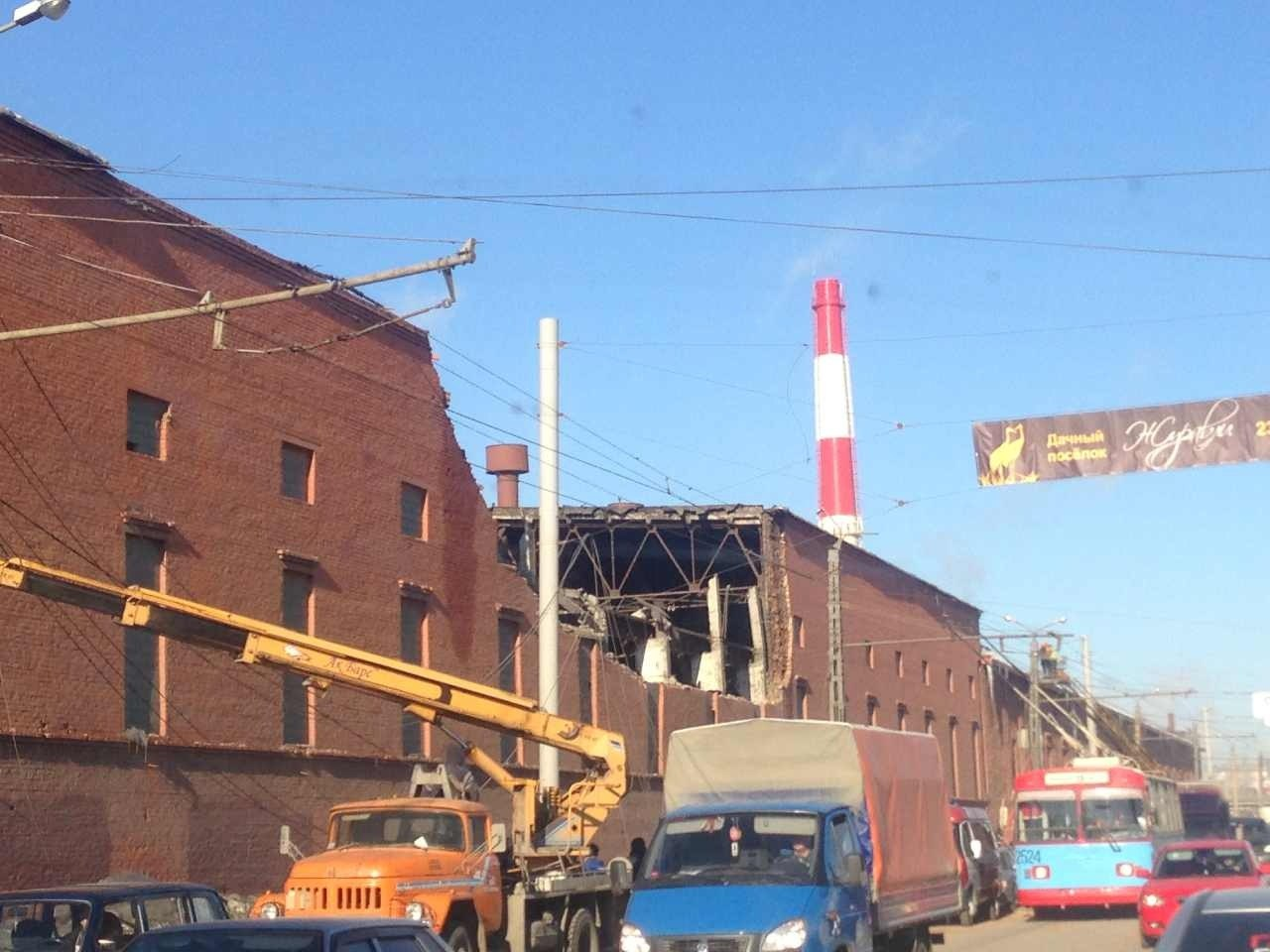
衝撃波で壁と屋根の一部が破壊された亜鉛工場。

隕石が大気圏を超音速で通過し、更に大気との圧力に耐え切れず分裂するという2つの現象によって発生したソニックブームによって、チェリャビンスク、ズラトウスト、コルキノ、トロイツクなどが被災した。衝撃波は分裂による閃光が確認された後、数分かかって到達した。
たとえば南ウラル大学では、閃光から2分25秒後に衝撃波が到達している。特に被害の大きかったチェリャビンスクとその周辺で合計4474棟の建物の窓ガラスが割れたりドアが吹き飛ぶなどの被害が発生した。内訳は集合住宅が3724棟、教育施設が631施設、文化施設が69施設、病院や医療施設が34ヶ所、社会施設が11施設、スポーツ施設が5施設である。
衝撃波によるガラスの破損が起きた範囲は、およそ東から西の隕石の経路に垂直な南北方向に幅の広い形状をなし、南北180 km、東西80 km に及んだ。 これは衝撃波が経路に沿った円柱状の形状を持っていたことを示している。 火球の経路の直下では衝撃波が人間を吹き飛ばすほど大きかった一方、隕石の進行方向へは広がらず被害もほとんどなかった。 チェリャビンスク州知事のミハイル・ユレーヴィチは、同州全体で20万m2の窓ガラスが損壊したと試算している。同州による試算では、被害総額は約10億ルーブル（約30億円）。また、被災した教育施設は次の平日である月曜日までに修復を完了させると述べた。
また、衝撃波で割れたガラスの破片を浴びたり、衝撃波で転ぶなどして、1491人の怪我人が発生し、このうち311人は子供である。このうち指が切断されるなど、重傷患者52人（うち子供13人）が入院している。また、52歳の女性が隕石に直接当たったことにより頸椎を骨折し、モスクワに搬送された。隕石が直接人に命中するのは非常に稀で、1954年にアン・エリザベス・ホッジスに命中したホッジス隕石など数えるほどしかない。隕石が直接衝突する事による被害は、確認されている中ではこの1件のみである。なお、火球の強い光を見て視力に障害を負った数人は退院している。また、この災害による死者は報告されていない。隕石による広範囲への災害は、ロシア帝国時代の1908年に発生したツングースカ大爆発以来の出来事で、これほどの負傷者を出した隕石災害は前例がない。
墜落時期には-20℃近くの寒さになる現場周辺では、衝撃波によって窓ガラスが割れた学校や幼稚園には休校措置がとられた。平日の朝であり、学校で怪我をした児童も多かった。また、一時的に携帯電話が使用できなくなった。窓ガラスが割れた住宅では、冷気が入り込むのを防ぐために段ボールやシートで穴をふさぐ応急処置をしているところもある。
この付近にはベロヤルスク原子力発電所や使用済み核燃料再処理工場もあるが、被害の報告はなく、周辺の放射線量にも変化はないとされている。

## 反応
ウラジーミル・プーチン大統領は、隕石落下による被害状況の把握に全力をあげるよう、ウラジーミル・プチコフ非常事態相に指示した。プチコフはこれに応え、3日以内にチェリャビンスクのインフラの修復を完了させると述べた。
ドミートリー・メドヴェージェフ首相はロシアに隕石が落下したことを確認し、この事態は地球全体が同様のケースに対して脆弱であることを証明するもので、将来発生しうる事態に対する防御システムが必要であると述べた 。
ドミトリー・ロゴージン副首相は、ロシアと他の国々が、将来同様の出来事が発生した際に地球を守るシステムを開発すべきだと述べた。
チェリャビンスク州のミハイル・ユレーヴィチ知事はこの災害を受けて「私たちの上で分解した隕石がもう少し大きかったら、私たちの町や村で何が起こったのかを想像するのは難しい。壊れた窓や壁の修復に必要な10億ルーブルという巨額も、我々が受けた可能性のある損害に対しては見劣りする。最も重要なことは、誰も死ななかったことです」と述べた。
一方、ロシアの右翼政治家として知られるロシア自由民主党党首のウラジーミル・ジリノフスキーは、これは隕石落下ではなくアメリカ合衆国による新型兵器の実験であると主張した 。

## 無関係の天文現象

### 2012 DA14

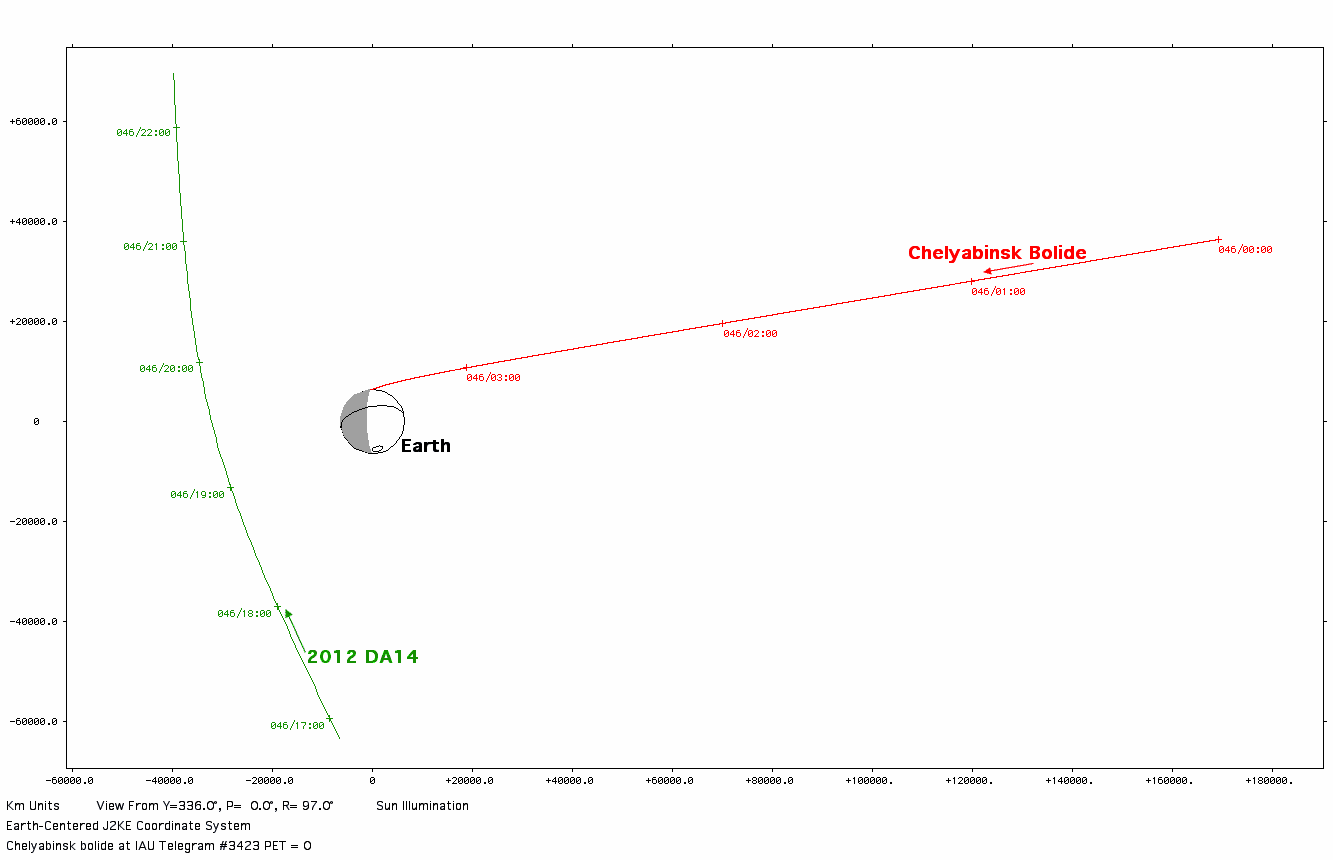
地球から見た（緑色）と隕石の元となった小惑星（赤色）の軌道。両者は全く異なる事がわかる。

この隕石の落下から約16時間後の世界協定時15日19時25分に、直径約45mの小惑星2012 DA14が地球表面から約2万7700kmのところを通過した。直径数十mの小惑星が静止軌道の内側に入り込む事は40年に1度程度という珍しい現象であり、今回の隕石の落下も、人的な被害が発生するという100年に1回程度の珍しい現象であるため、この2つはテレビなどでは一緒に報道された。
2つの現象の関連性については、隕石の落下方向と2012 DA14の軌道が正反対と全く異なるため、単なる偶然であると考えられている。1908年にシベリアで発生したツングースカ大爆発の原因となった隕石の直径は2012 DA14と同程度と言われている。

### サンフランシスコの火球
この隕石の落下から約24時間後の太平洋標準時15日19時45分（日本時間16日12時45分）に、サンフランシスコ・ベイエリアで緑から青白い色を放つ火球が観測された。これは偶然発生した日時が近く、たまたま人の住んでいるエリアの近くを通過しただけであり、今回の隕石や先述の2012 DA14の接近とは関係がないと考えられている。

## ギャラリー
- 動画

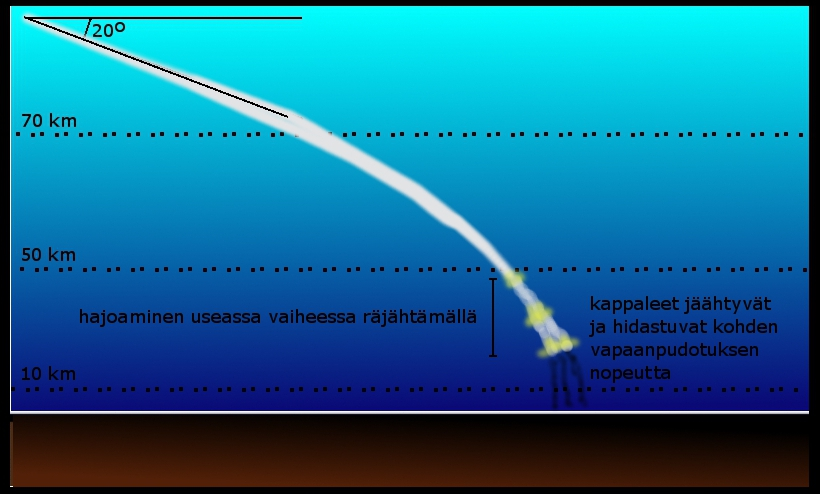
隕石の落下軌道。最初は地表面に対して20度の角度で落下していたが、途中から空気抵抗による失速で角度が大きくなったと考えられる。
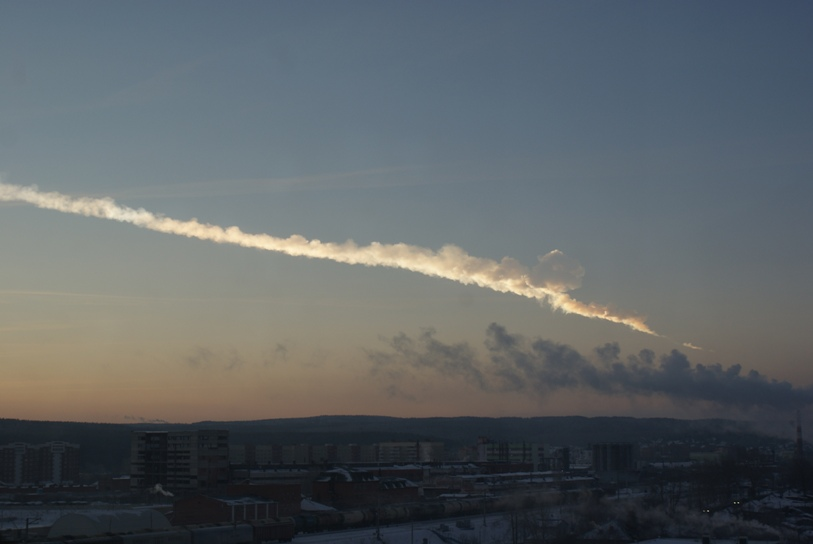
チェリャビンスクから約200km離れた位置にあるエカテリンブルクで観測された隕石雲。
バリンジャー・クレーターを形成した隕石 (50m) 、今回の隕石に分裂する前（すなわち大気圏突入前）の小惑星 (17m) 、現存する最大の隕石であるホバ隕石 (2.7×2.7×0.9m) とボーイング747（翼幅65m）の大きさの比較。
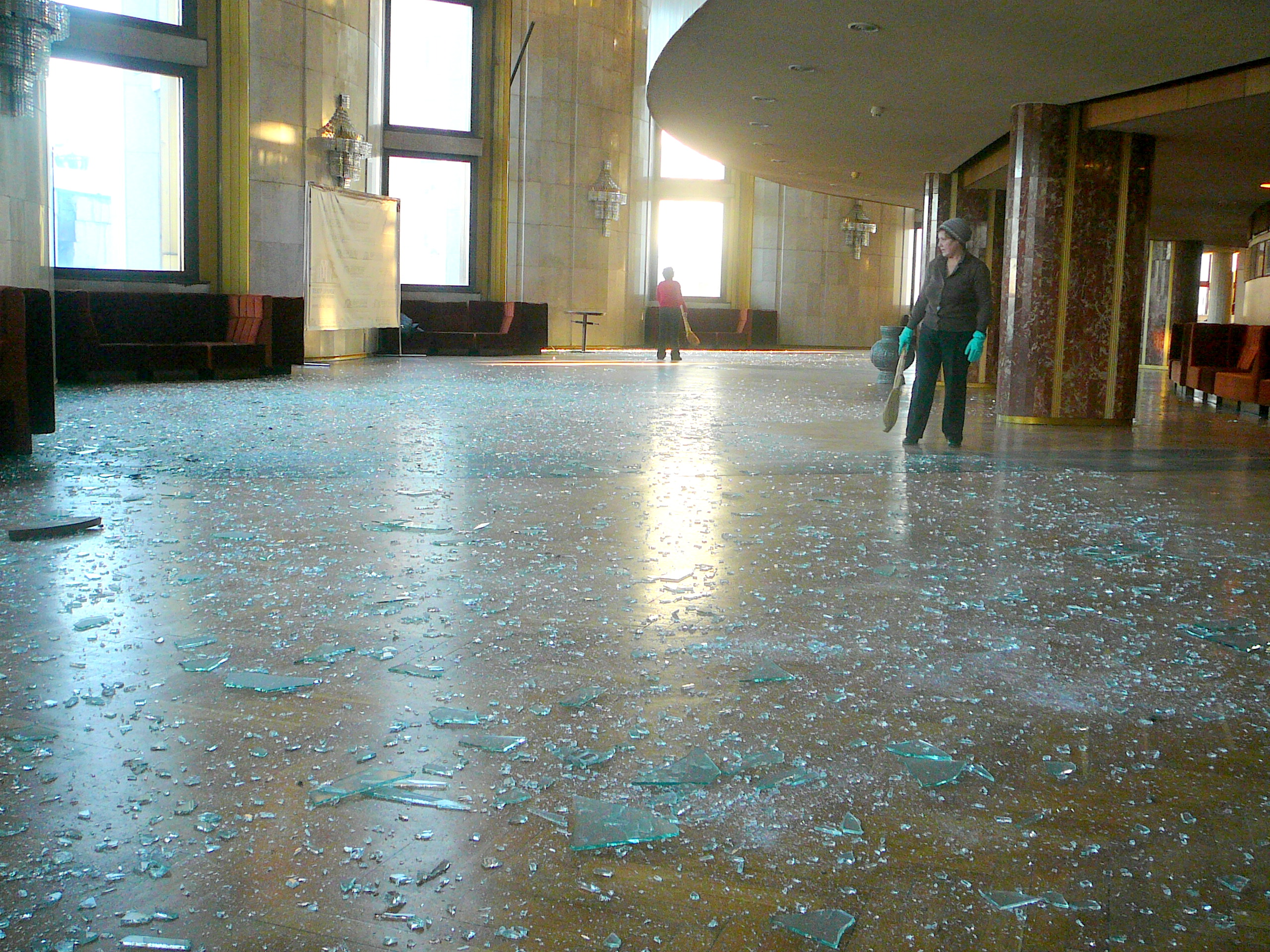
外から来た衝撃波によって窓ガラスが割れ、破片が建物の内部に入り込んだ。画像の建物はチェリャビンスクの映画館。
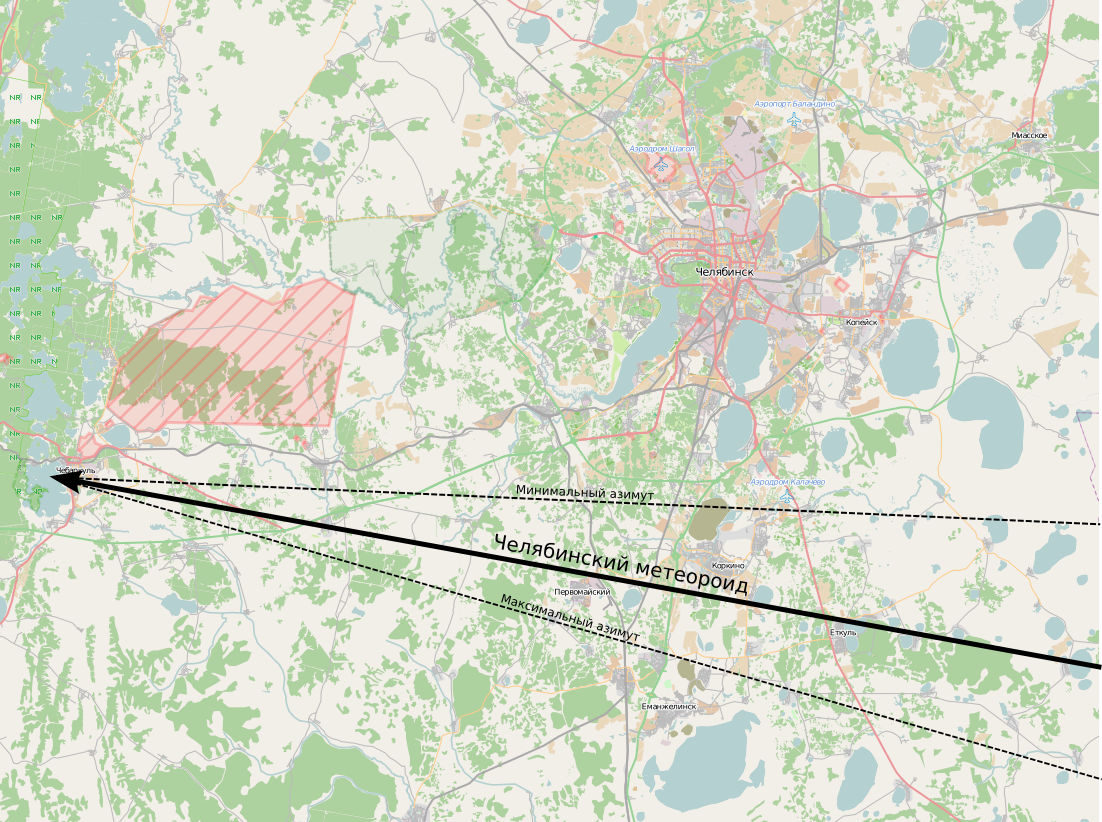
隕石の落下方向。太い矢印が最適と思われる隕石の落下方向で、誤差は点線の範囲内に収まると考えられる。3本の線は隕石の破片が最初に見つかったチェバルクリ湖で収束する。なお赤い曲線で示された道路が密集するエリアは被害が最も大きかったチェリャビンスク。